# Serrat de la Cadalt
La Serrat de la Cadalt és una serra situada al municipi de Canet d'Adri a la comarca del Gironès, amb una elevació màxima de 677 metres.